# Czy zgłosiłeś się na ochotnika?

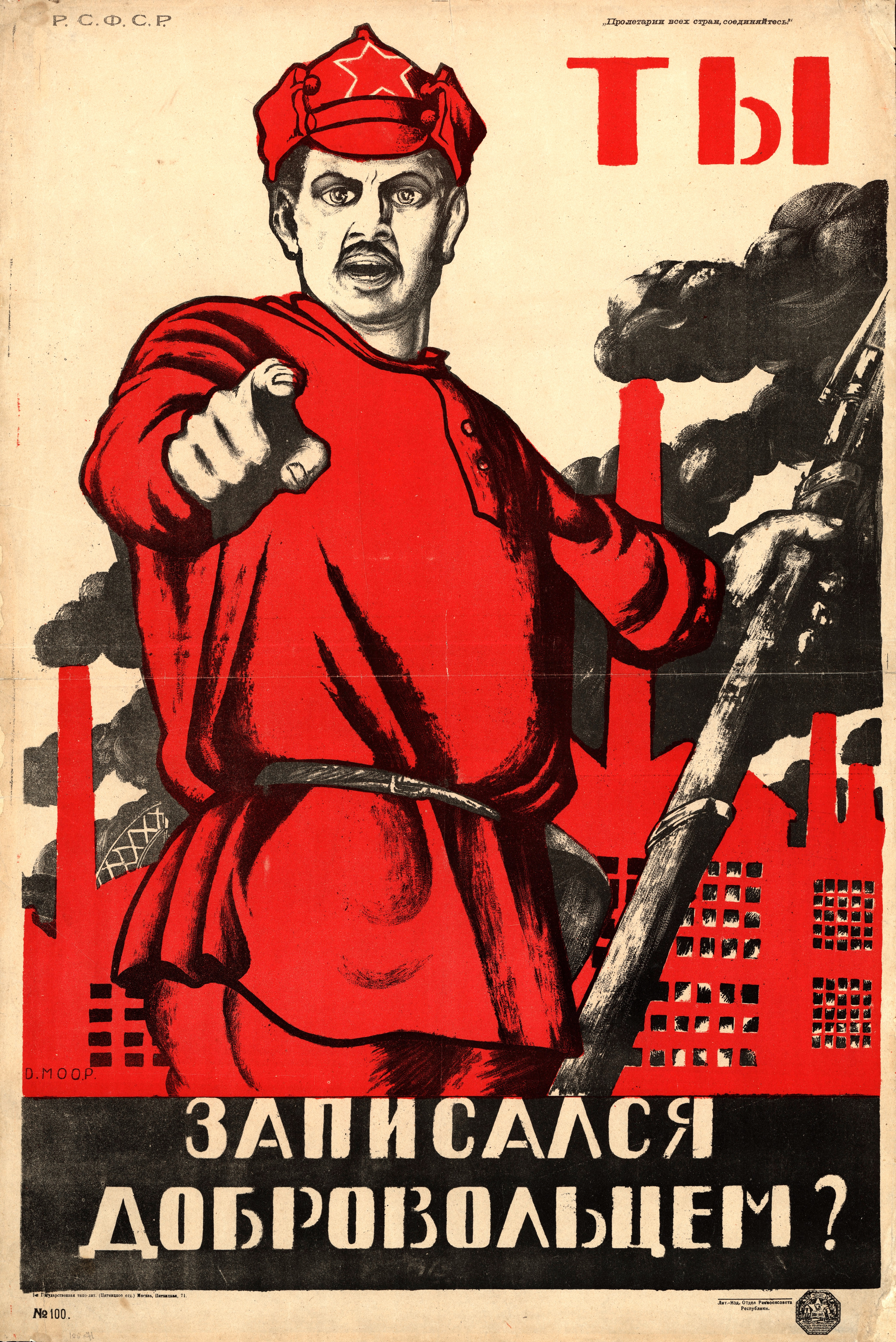
Czy zgłosiłeś się na ochotnika?

Czy zgłosiłeś się na ochotnika? (ros. Ты записался добровольцем?) – bolszewicki plakat propagandowy wykonany przez radzieckiego grafika i rysownika Dmitrija Moora w 1920 roku, podczas wojny domowej w Rosji.

## Historia
Moor wykonał ten plakat pod koniec czerwca 1920 roku w trudnym dla Armii Czerwonej okresie: na zachodzie trwała wojna z odrodzoną Rzeczpospolitą, na południu toczyły się walki z armią generała Wrangla. Artysta wspominał, że jego rozmówcy po obejrzeniu plakatu wstydzili się, że jeszcze nie wstąpili do wojska.
Plakat wzorowany jest na brytyjskim plakacie propagandowym z 1914 roku Lord Kitchener Wants You, który przedstawia marszałka polnego Horatio Kitchenera. Temat plakatu wiąże się z plakatem z 1919 roku Dlaczego nie jesteś w armii? Sił Zbrojnych Południa Rosji, który z kolei jest przerysowaniem włoskiego plakatu z 1917 roku Wypełnij wszystkie swoje obowiązki!.
W 1941 roku, podczas wielkiej wojny ojczyźnianej, Dmitrij Moor stworzył nową wersję plakatu, który przedstawia żołnierza w hełmie z napisem „Jak pomogłeś frontowi?”. Wersje plakatu zostały wyprodukowane w językach narodów ZSRR. Plakat zyskał nową popularność w Rosji po rozpadzie ZSRR, z powodu częstego jego parodiowania.

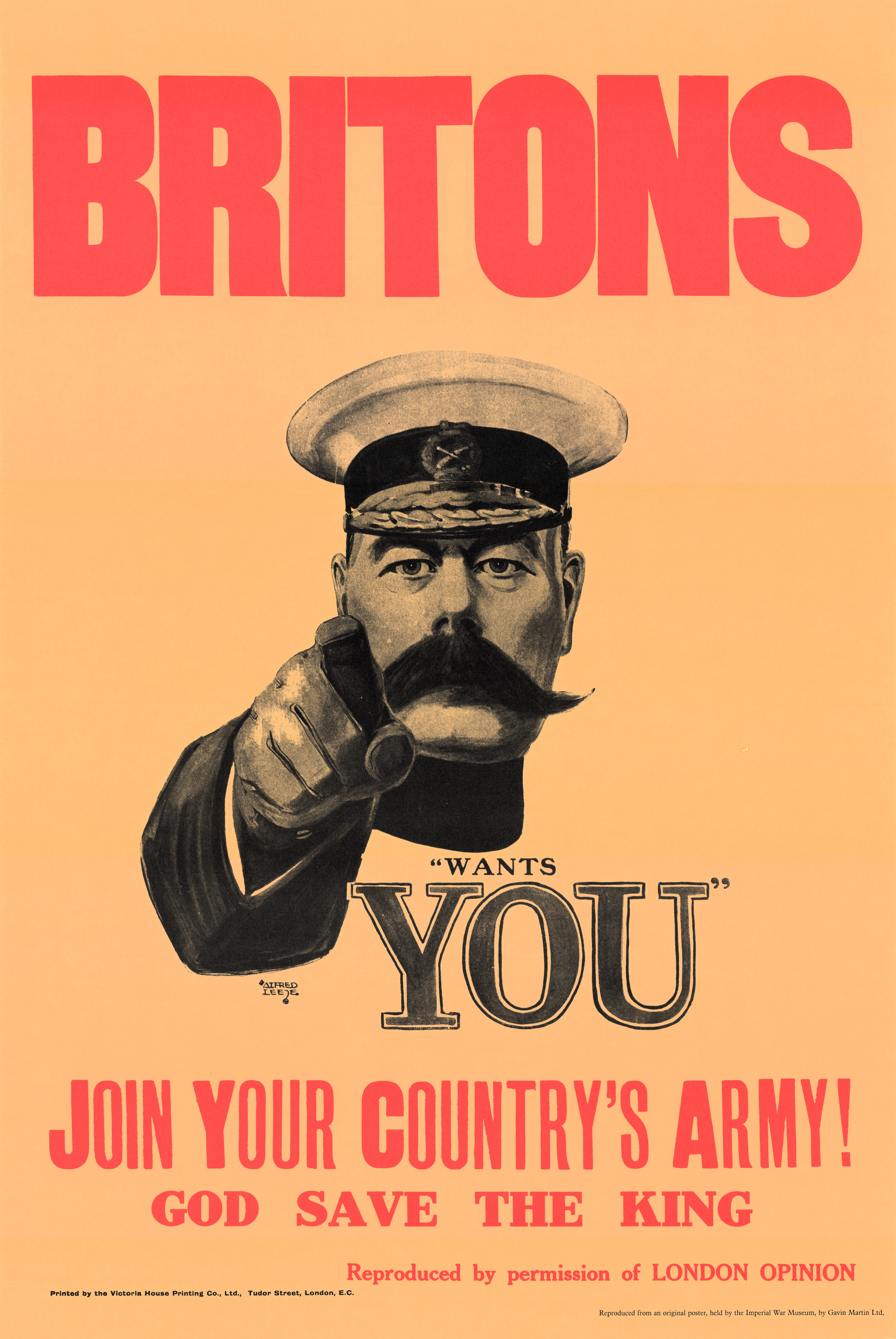
Plakat brytyjski
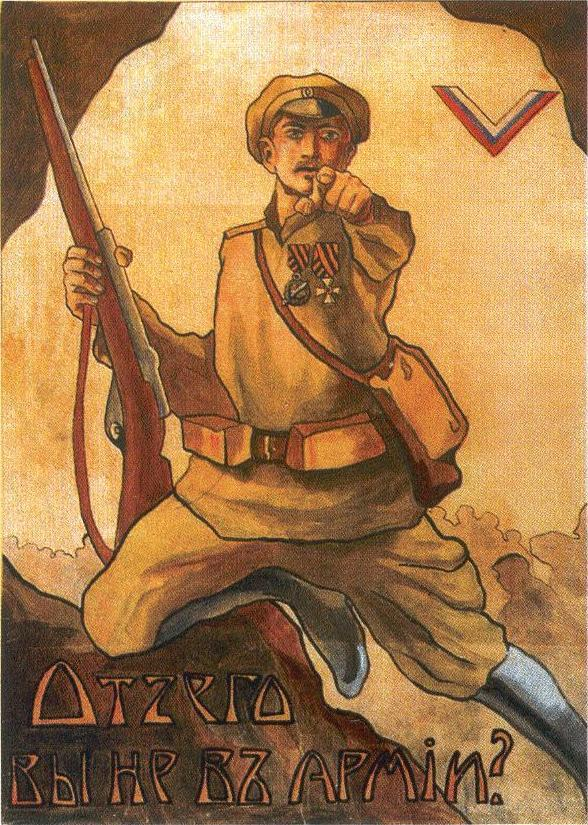
Plakat „białych”
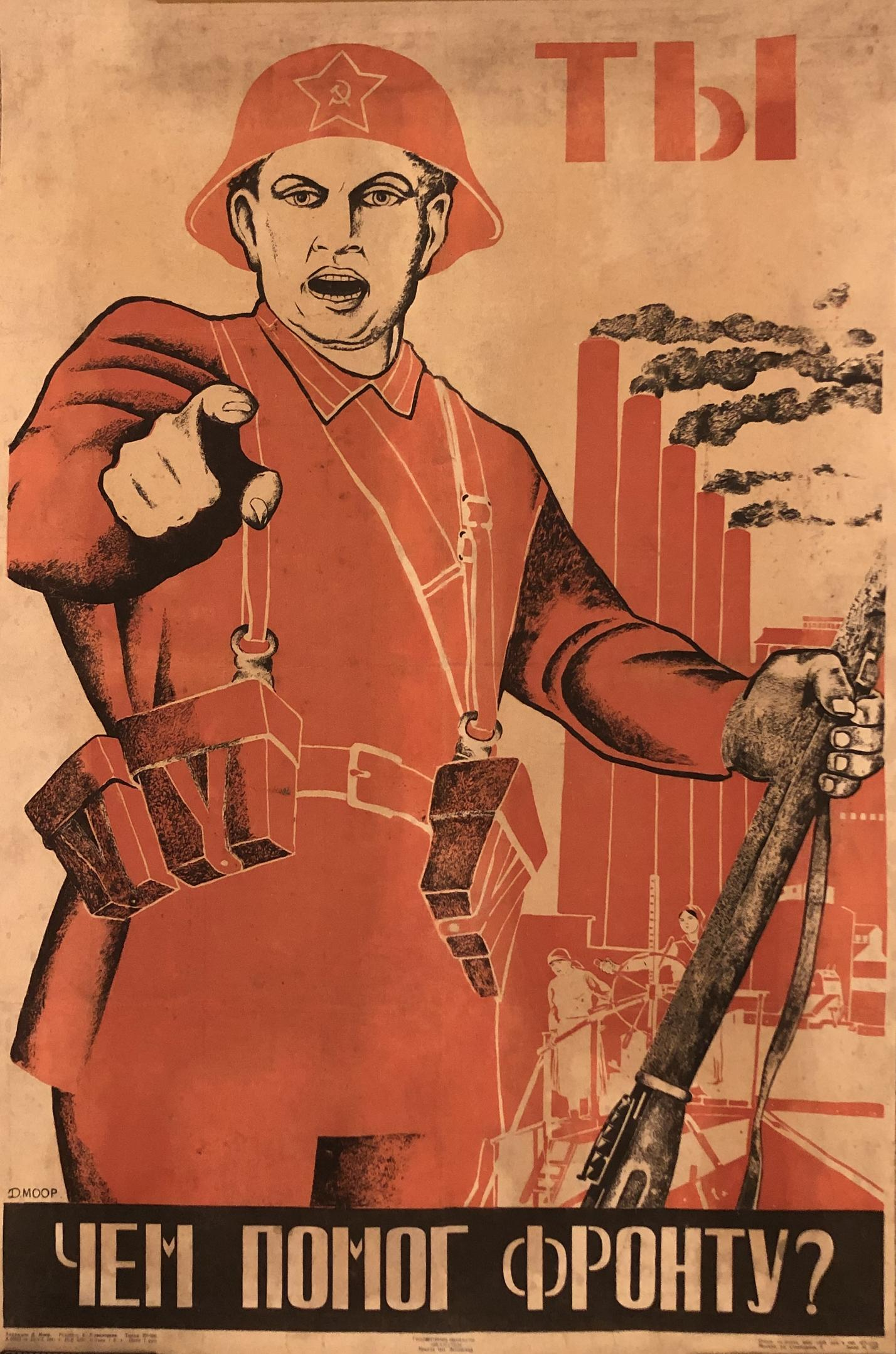
Wersja Moora z 1941

## Opis
Czerwonarmista z charakterystyczną budionnówką na głowie z czerwoną gwiazdą, wskazuje palcem wskazującym prawej dłoni na widza, wzywając go do zapisywania się na ochotnika do oddziałów Armii Czerwonej. Oczy żołnierza skierowane są bezpośrednio na widza, twarz emanuje wiarą w słuszność sprawy i wściekłość jakby spodziewał się odpowiedzi odmownej. W lewej dłoni trzyma karabin. W tle widać dymiące kominy fabryki.
W lewym górnym rogu plakatu widoczny jest skrót „RFSRR” (Rosyjska Federacyjna Socjalistyczna Republika Radziecka), w prawym górnym rogu – hasło Proletariusze wszystkich krajów, łączcie się! Wymiary plakatu to 106 × 71 centymetrów.